# Cuisine allemande

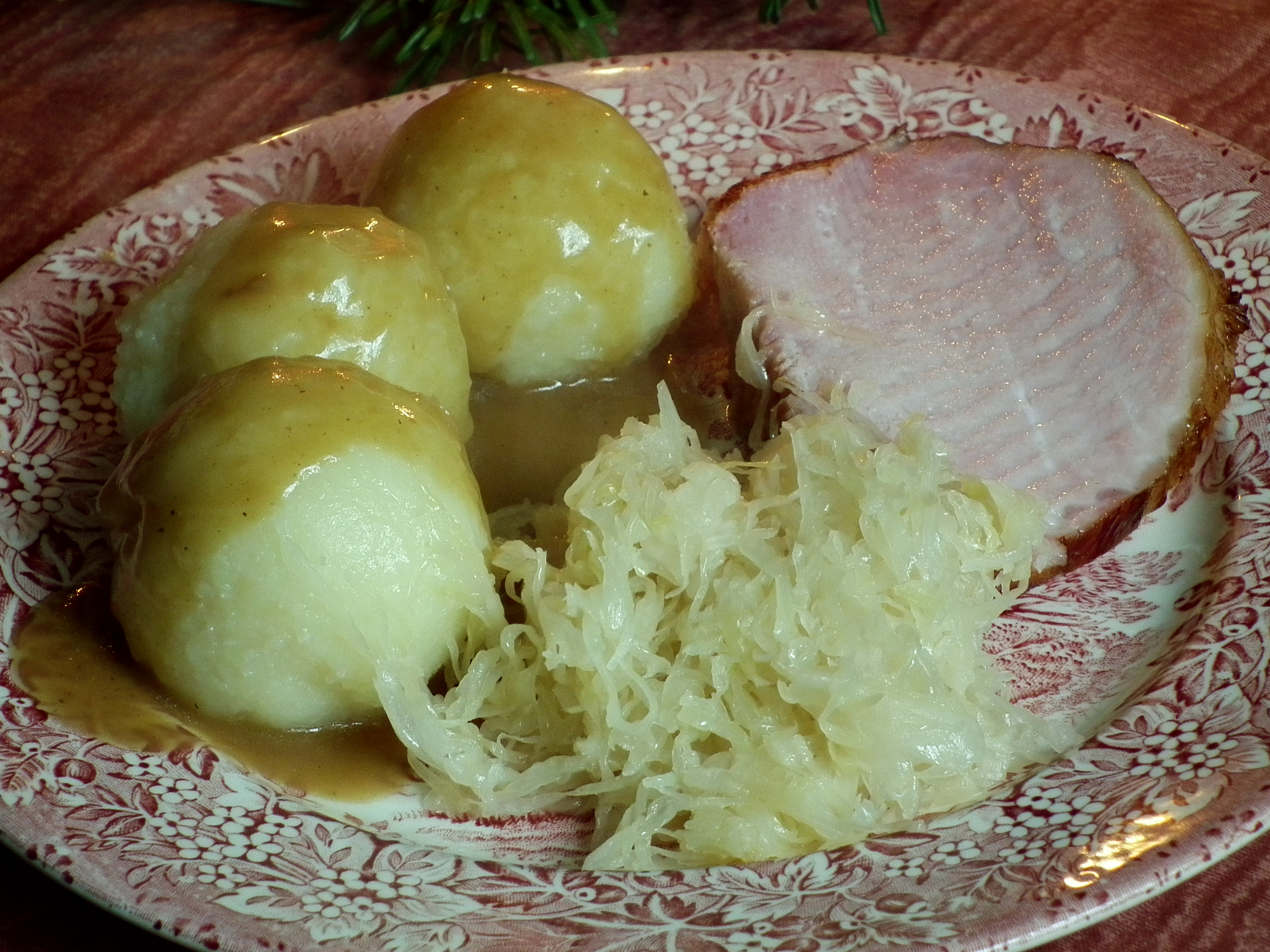
Knödel, Kassler côte de porc séché-fumé et choucroute.

La cuisine allemande est une cuisine riche en diversité. Au-delà des stéréotypes concernant la consommation de bière, porc, choux et pommes de terre, elle développe une cuisine aux ingrédients multiples, mariant le sucré et le salé. Elle possède en outre un volet gastronomique et des chefs de renom.
La grande autonomie de chaque région allemande a permis le développement de pratiques culinaires locales, s'enrichissant parfois des apports des pays voisins. Ainsi il existe en Allemagne, un grand nombre de plats régionaux dont certains sont devenus emblématiques du pays tout entier.

## Histoire

### Présentation et évolution
Il est difficile de présenter une image synthétique de la cuisine allemande. En effet, l'Allemagne est restée pendant longtemps un ensemble de pays et de principautés relativement indépendants les uns des autres dans lesquels se sont développées des habitudes alimentaires spécifiques. D'autre part, par le jeu des conquêtes et des migrations, ainsi que par les échanges culturels avec les pays limitrophes, la cuisine allemande a su assimiler d'autres traditions culinaires.

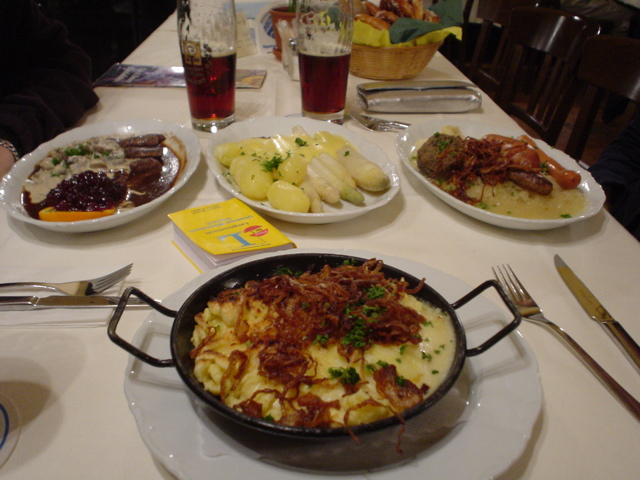
Quelques spécialités allemandes.

D. Desjeux, dans son étude sur Les comportements alimentaires en Europe, découpe l'Europe en aires d'influence et place l'Allemagne dans les pays du Nord. Il signale la dominance des pommes de terre et du chou en guise de légumes, l'importance accordée à la viande (bœuf, porc, gibier) soit sous forme de rôti soit en ragoût, la primauté des graisses solides par rapport aux graisses liquides et le goût marqué pour le sucre et surtout le miel (pain d'épice), la préférence pour les fruits secs ou cuits plutôt que les fruits frais. Dans le Nord de l'Allemagne, la proximité de la mer Baltique et des pays slaves a favorisé la consommation de poissons (hareng, anguille) et de sauce aigre. Le long des frontières, on voit apparaître des plats importés des pays voisins : fromages de France et de Belgique, champignons marinés et ravioles farcies de Pologne, knödel ou boulettes de Bohême près de la Tchéquie. L'influence viennoise est à l'origine de plats devenus traditionnels comme la Sachertorte, les Schnitzel (escalope de viande panée) et les variétés de saucisses.
Durant le Moyen Âge et jusqu'au XVIIe siècle, la cuisine familiale est une nourriture à base de céréales, de légumes du potager (choux, navets, carottes, fèves) et de viandes locales. C'est-à-dire une cuisine de terroir. L'arrivée des épices (curry, sucre, thé, café, chocolat) apporte de l'exotisme et un goût plus marqué. De cette époque date le goût des Allemands, spécialement du Nord de l'Allemagne, pour une cuisine épicée, avec mélange de sucré-salé ou d'aigre-doux, comme les bonbons au réglisse ou le plat Himmel und Erde mélangeant pommes et pommes de terre. On retrouve ces mêmes goûts culinaires en Europe à la même époque mais cette pratique disparaît en France à la fin du XVIIIe siècle alors qu'elle reste encore courante en Allemagne.
À côté de cette cuisine familiale, il existe une cuisine de cour, dont la nourriture est plus sophistiquée. Les cuisiniers français sont fréquemment appelés dans les cours des princes. Au XIXe siècle, on assiste en Europe à une tentative de normalisation de la cuisine, avec l'édition de livres de recettes. La bourgeoisie s'empare de la cuisine de cour. Le style Biedermeier de la bourgeoisie socialement frileuse se manifeste jusque dans la cuisine où on cherche à privilégier une cuisine « simple et confortable ». Un brassage s'effectue entre la cuisine dite « noble » et la cuisine du terroir. Celle-ci gagne ses lettres de noblesse et apparaît sur les tables bourgeoises. Thomas Mann, dans Les Buddenbrook, nous donne ainsi un aperçu de la table bourgeoise de son siècle : soles, turbots et rôtis de bœuf saignants.
À la fin du XXe siècle, l'Allemagne subit, comme les autres pays, une uniformisation de sa cuisine avec l'introduction de plats surgelés et de cuisine standardisée. À la cuisson du chou, trop longue, on préfère la cuisson du chou-fleur et de la tomate et la consommation de pommes de terre tend à diminuer. La restauration rapide favorise une cuisine mondialisée.
Mais on assiste aussi à la naissance d'une haute gastronomie allemande avec des chefs prestigieux comme Heinz Winkler à Aschau im Chiemgau en Bavière, Johann Lafer, qui anime par ailleurs une émission télévisée à Stromberg en Rhénanie-Palatinat ou Dieter Kaufmann à Grevenbroich en Rhénanie-du-Nord-Westphalie. Avec ses onze restaurants 3 étoiles, l'Allemagne se place en 2017 au quatrième rang dans le guide Michelin après le Japon, la France et les États-Unis.
D'autre part, l'Allemagne a su s'ouvrir à d'autres cultures et des restaurants proposent maintenant des cuisines exotiques (turque, indienne…). Si bien qu'aujourd'hui, le sandwich Döner kebab est considéré par certains comme partie intégrante de la gastronomie allemande. C'est ainsi que depuis 2018, ce plat est servi dans le luxueux hôtel Adlon de Berlin, présenté à la carte tel un plat local.
Une réaction contre la normalisation de la nourriture semble apparaître avec des mouvements comme le Slow Food pour la préservation des plats régionaux. Selon Gilles Fumey, les Allemands sont très attachés à leur patrimoine culinaire et se rassemblent pour de nombreux concours de cuisine.

## Les repas et leurs composants
Pour comprendre la cuisine allemande, il est important de connaître les habitudes alimentaires en Allemagne. Jusqu'au milieu du XXe siècle, la journée allemande était rythmée par trois repas et quelques collations.

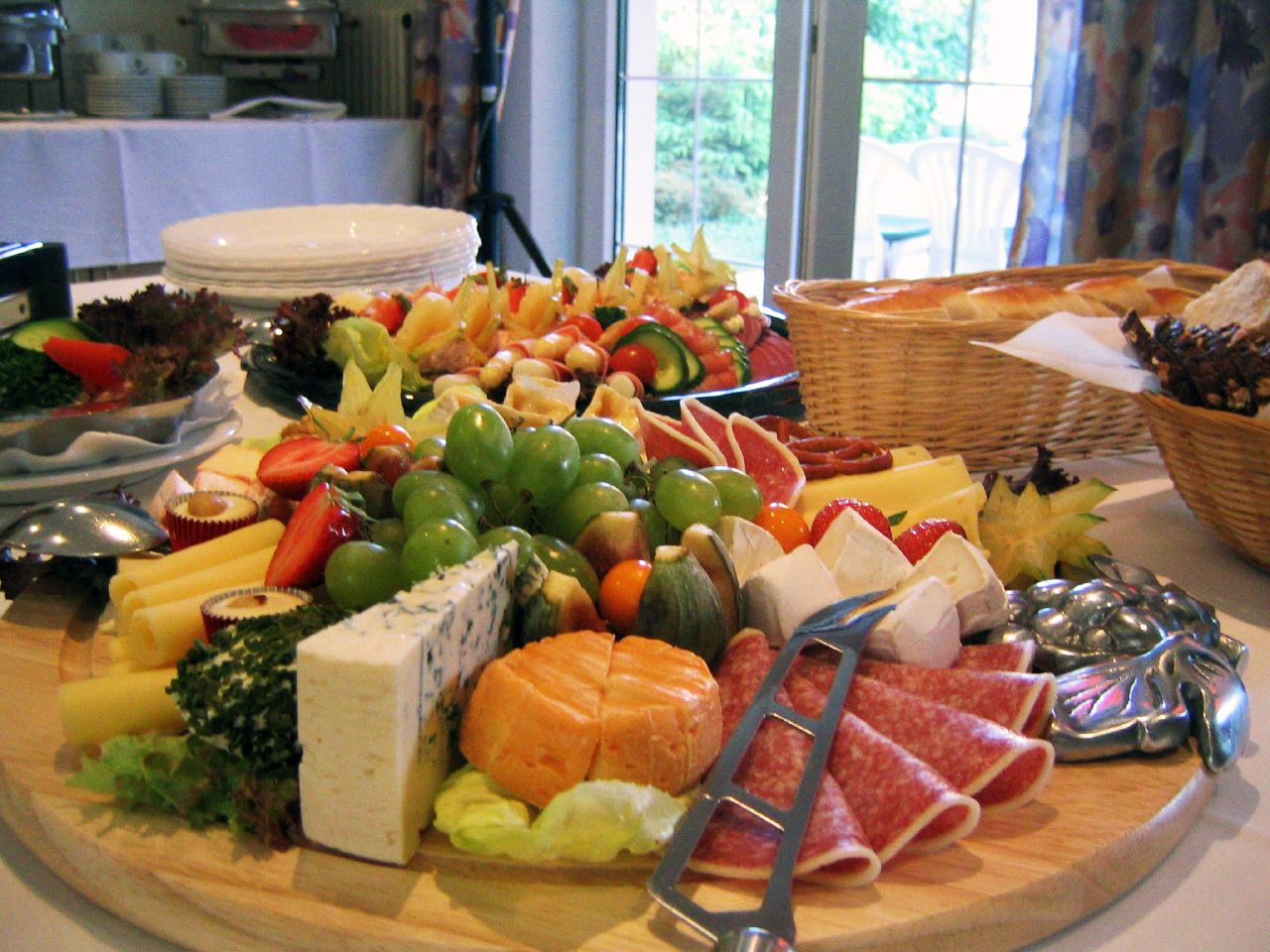
Buffet allemand.

Le premier repas, le petit déjeuner (Frühstück), est un repas salé composé de charcuteries et de fromages. On y consomme du pain de variétés diverses, très souvent du pain au seigle ou pain complet. La boisson traditionnelle du petit déjeuner est le café mais on trouve dans le Nord une préférence pour le thé. Les céréales sous forme de muesli viennent s'ajouter désormais à ce premier repas. Cependant, on note maintenant une désaffection pour ce petit déjeuner qui, spécialement chez les jeunes, est souvent pris dans la précipitation. Aujourd'hui, ce Frühstück typique est moins consommé et a laissé place à un petit-déjeuner plus continental, composé de pain, parfois croissants, confiture, miel, café et jus d'orange.
Le repas de midi était traditionnellement le plus important de la journée. Pris autrefois en famille, il était généralement composé d'une soupe, d'un plat de viande et de légumes et d'une crème en dessert. Cependant, de nos jours avec un nouveau mode de consommation et de nouvelles contraintes, l'éclatement de la famille pour le repas de midi tend à faire disparaître cette habitude de partager ce repas en famille. L'écolier qui a souvent cours jusqu'à 14 h, doit se contenter le plus souvent d'un sandwich préparé le matin ou manger en cantine scolaire. Les personnes qui travaillent préfèrent manger dans des restaurants d'entreprise ou dans des services de restauration rapide qui offrent des plats comme les saucisses grillées, la Currywurst ou le kebab arrivé avec les premiers immigrants turcs. Seul le repas du dimanche ou le repas de fête conserve sa dimension conviviale.
Le repas du soir se prend assez tôt dans la soirée (vers 18 h) et se limite traditionnellement à un plat de charcuteries et de fromages. Encore de nos jours, de nombreux Allemands ont l'habitude de manger ce qu'ils appellent l'Abendbrot, qu'on pourrait traduire par le pain du soir, composé de salami ou autres saucisses et de fromage à tartiner nature ou aux herbes (Kräuter). Cependant, les habitudes alimentaires allemandes tendent à s'européaniser. La disparition du repas convivial le midi pousse les familles à se retrouver le soir à manger le plat chaud de la journée.

Le Kaffee und Kuchen (café et gâteau)

À ces trois repas s'ajoutent des en-cas pris dans la journée. Le plus important d'entre eux est le goûter où l'on peut déguster une grande variété de pâtisseries vendues dans les boulangeries-pâtisseries ou dégustées dans les salons de thé. La table du goûter du dimanche, « Kaffee und Kuchen », était, à ce titre, traditionnelle. Il y a une boisson chaude (café) et un gâteau pour l’accompagner. Les Allemands se retrouvent aussi souvent autour d'un verre de bière et de petites friandises salées à grignoter, après le travail en général.
Surtout en milieu ouvrier ou sur les chantiers, les ouvriers commençant leur travail tôt le matin, prennent au cours de la matinée un en-cas, la Brotzeit. Ce sont typiquement des sandwiches ramenés de la maison, ou achetés sur place, par exemple des petits pains agrémentés (Leberkäsesemmel, Hotdog). Les écoliers, eux aussi mangent une collation en cours de la matinée pendant la récréation : le Pausenbrot.

### Viandes et charcuteries

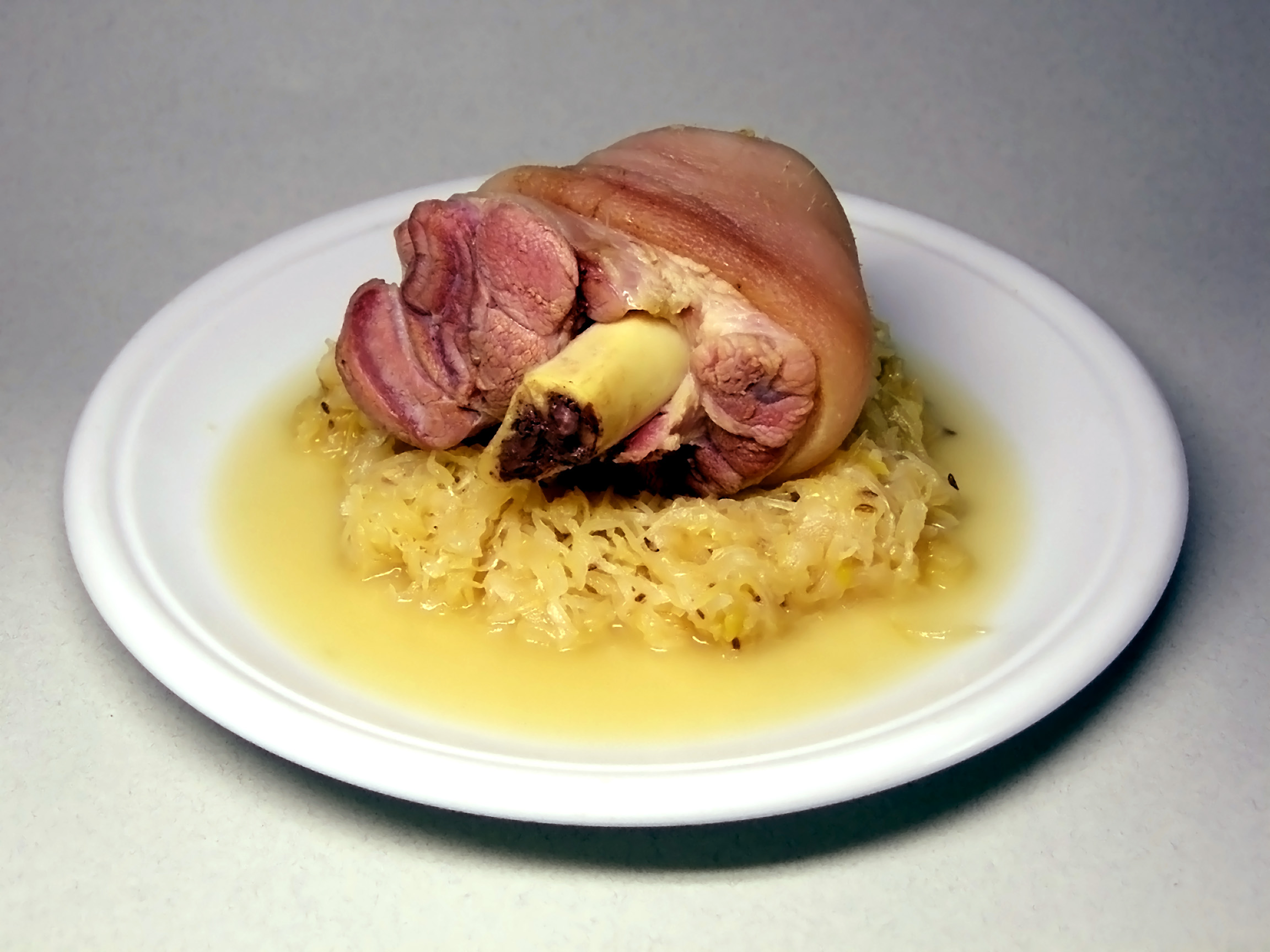
Jambonneau et choucroute.

L'Allemagne est principalement connue pour la diversité de ses préparations à base de porc. Cela représente près de la moitié de la viande consommée en Allemagne. Les saucisses se déclinent sous plusieurs formes : Wiener Würstchen, petites saucisses de Nuremberg (Nürnberger Rostbratwürstchen), saucisses de Thuringe (Thüringer Rostbratwurst), Leberwurst, Blutwurst, Weißwurst de Munich, Currywurst de Berlin, Brägenwurst d'Allemagne du Nord, Grützwurst. Mais on trouve aussi des spécialités de jambon, de jambonneau ou de jarret de porc (Eisbein) : jambons de Westphalie, de la Forêt-Noire ou d'Ammerland, jarrets de porc aux knödel ou à la berlinoise. La viande se sert en général en morceaux copieux comme la célèbre Wiener Schnitzel. Le jarret de porc (Schweinhaxe) et le rôti de porc à l'aigre (Sauerbraten) sont à la base de nombreuses spécialités régionales.
Selon Gilles Fumey, les Allemands préfèrent une cuisine de transformation comme les saucisses, le Saumagen (panse de porc farcie d'un mélange de viande de porc, de chair à saucisse et de pommes de terre passés au hachoir), les boulettes de viande plutôt que les grillades. Cependant, le simple rôti (de porc ou de bœuf) est un plat très apprécié et sur la cuisson duquel existe toute une littérature.
À côté de la charcuterie, on trouve aussi de la viande de bœuf, particulièrement en Bavière, du gibier (sanglier, chevreuil, lapin) et de la volaille (oie dans le Nord, poulet, dinde ou canard). L'agneau et le cheval sont assez mal représentés.

### Poissons

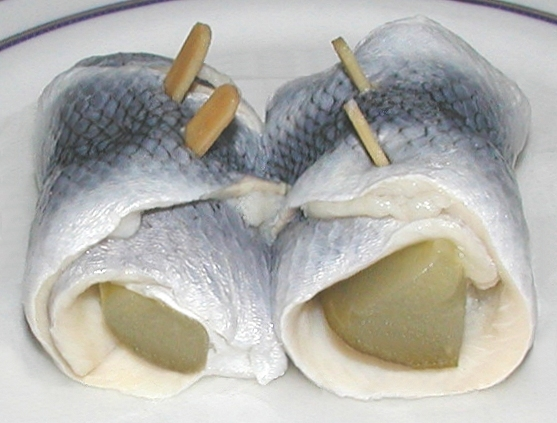
Harengs marinés.

La mer Baltique et la mer du Nord fournissent à l'Allemagne du Nord une grande quantité de poissons de mer comme le hareng (fumé (Sprotten) ou mariné), l'anguille (soupe d'anguille) ou la plie. On peut aussi déguster des crevettes et des soupes de homard ou de moules.
Les nombreux lacs et cours d'eau fournissent des poissons d'eau douce. Dans l'Est de l'Allemagne, on trouve principalement la carpe. La truite est consommée dans tout le pays. Les lacs de Constance, de Starnberg, et d'Ammersee fournissent des corégones consommés fumés.

### Pomme de terre et féculents
La pomme de terre est un ingrédient presque incontournable de la cuisine allemande. On la trouve en salade (Kartoffelsalat), en purée, en pomme vapeur, sautée à la poêle (Bratkartoffeln) ou en quenelle (Kartoffelknödel). La frite n'est arrivée que plus tard, vers 1960, introduite par les Allemands de l'Ouest prenant leurs vacances sur les côtes belge et néerlandaise et qui en avaient apprécié le goût.
Les Allemands consomment aussi des pâtes (Nudeln), principalement dans le Sud-Ouest, comme les nouilles au lard (Schinkennudeln), certaines sont à base de pomme de terre (Schupfnudeln). On mange aussi des pains soufflés à la vapeur (Dampfnudel).

### Fruits et légumes

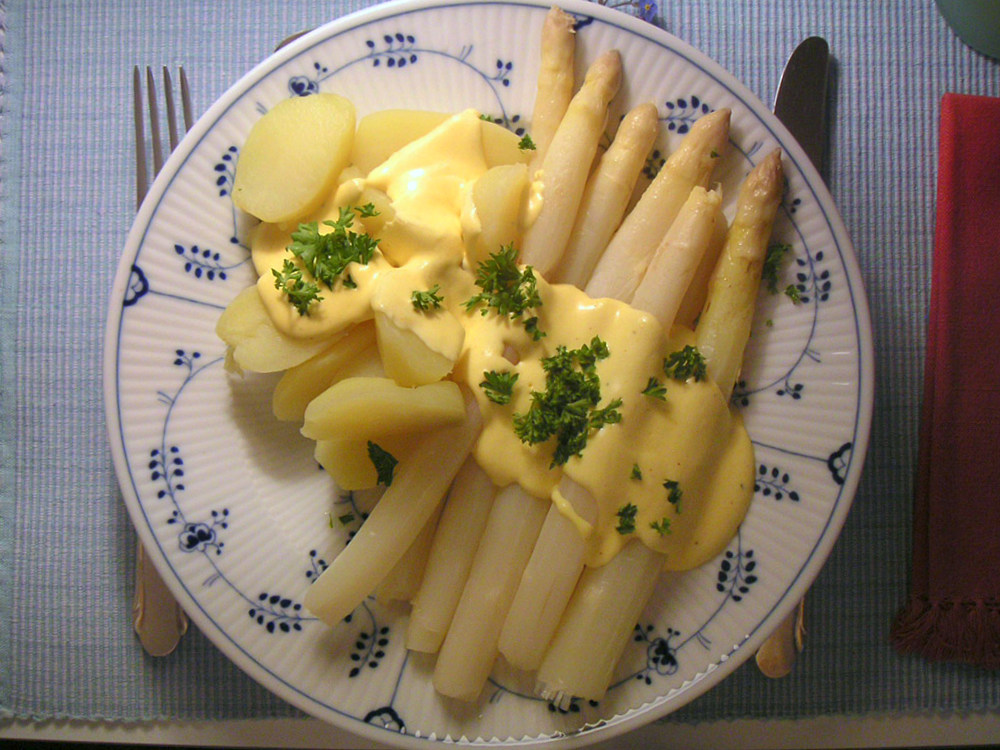
Asperges.

La variété de légumes consommés est grande et ne se limite pas à la pomme de terre. Le légume roi est le chou à la base de nombreuses recettes. On connaît bien évidemment la choucroute (Sauerkraut) mais on trouve aussi du chou rouge râpé (Rotkohl) cuisiné avec du saindoux, du sucre et du vinaigre, ou encore du chou-fleur (Blumenkohl), du chou de Bruxelles (Rosenkohl), du chou-rave (Kohlrabi) et (dans le Nord de l'Allemagne) du chou frisé (Grünkohl). Le céleri-rave (Knollensellerie) est aussi un légume très apprécié, autant que les carottes (Möhren) et le poireau (Porree ou Lauch). Au printemps, on trouve de nombreux plats à base d'asperges (Spargel), de navets (Rübchen) ou de fines herbes. À la fin de l'été on prépare de nombreux plats à base de champignons (Pilze). En automne, les Allemands consomment de la citrouille (Kürbis). Quant à l'oignon, il est présent dans de nombreux plats jusqu'à en devenir l'ingrédient principal comme dans la Zwiebelkuchen.
Les Allemands sont friands de fruits secs. La pomme est un ingrédient apparaissant aussi bien dans les desserts que dans les plats principaux. Les cerises interviennent dans la confection de gâteaux.
Selon le Berliner Zeitung, les Allemands, avec une consommation de 120 grammes de légumes par jour et par habitant au lieu des 300 grammes souhaitables, ne consommeraient pas assez de légumes.

### Fromages

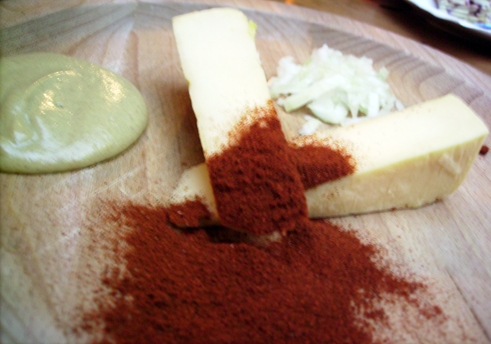
Weisslacker

Les Allemands consomment principalement du fromage de lait de vache. Il en existe à pâtes dures comme l'emmental, le Bergkäse, l'Edam ou le Romadur. mais on trouve aussi des fromages fermentés comme le bleu de Bavière (Edelpilzkäse), des fromages à pâte molle comme le Weisslacker (fromage à la bière) et des fromages frais assaisonnés aux fines herbes ou à l'ail, comme le Spundekäs.

### Pain

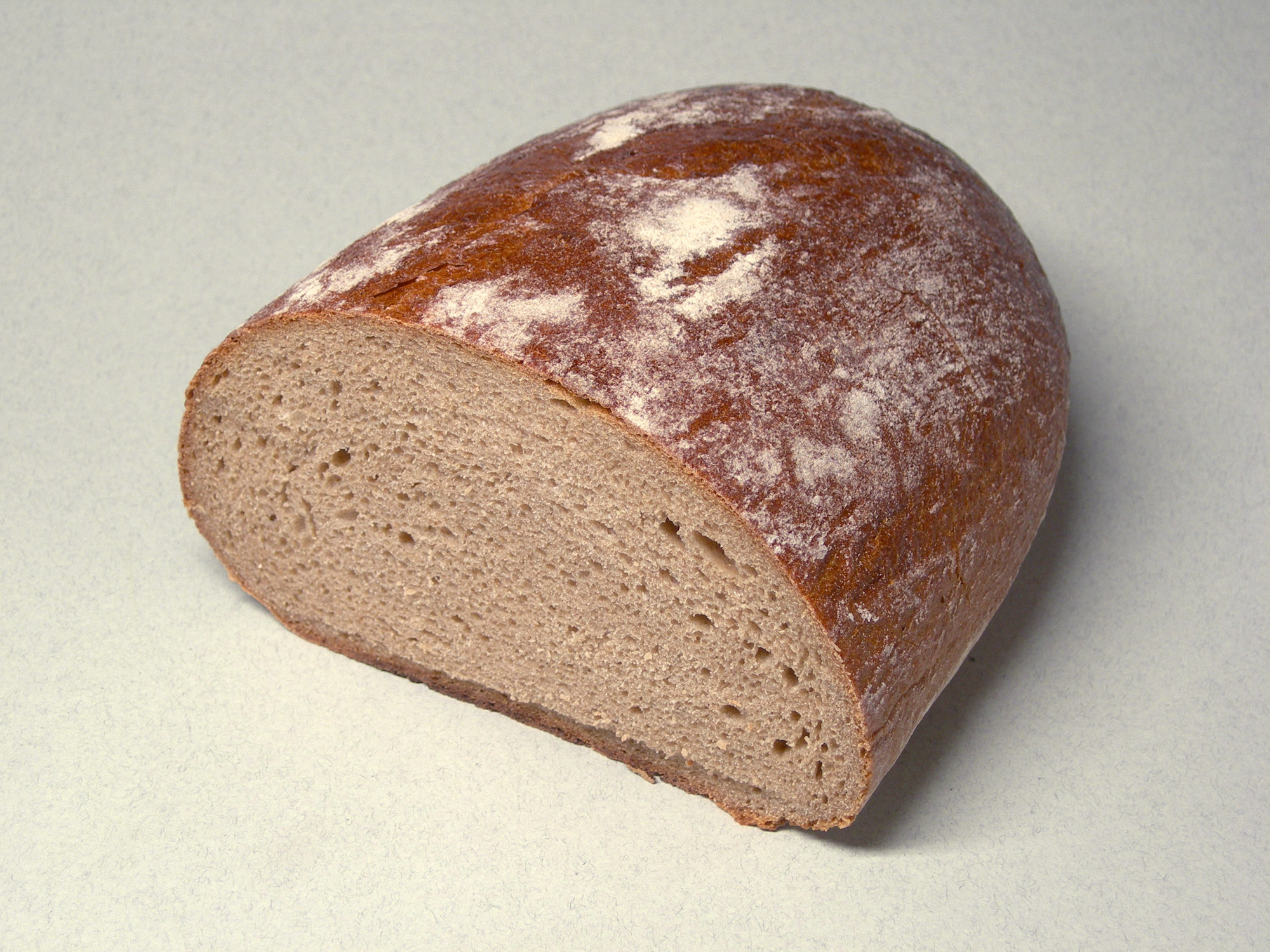
Pain de seigle.

L'Allemagne produit plusieurs centaines de pains différents qui accompagnent le fromage, les charcuteries et les soupes. Parmi les différents pains, on peut noter le Weissbrot, un pain blanc, le Schwarzbrot, un pain noir, le Vollkornbrot, un pain aux céréales et le Pumpernickel, un pain noir au seigle de Westphalie.

### Le bretzel
Le bretzel est fabriqué à base de pâte de brioche croustillante et très salée. À l'origine, ce mets en forme de nœud était consommé dans les monastères pendant le Carême. Sa forme a été inspirée des roues de carrosses, que l'on utilisait autrefois pour circuler en ville.
Le bretzel a depuis connu, lui aussi, une évolution importante puisqu'il est aussi proposé avec du fromage grillé, des graines de citrouille, etc. Il est toujours autant apprécié des Allemands et touristes, à consommer sur le pouce ou en accompagnement d'une bière.

### Pâtisseries

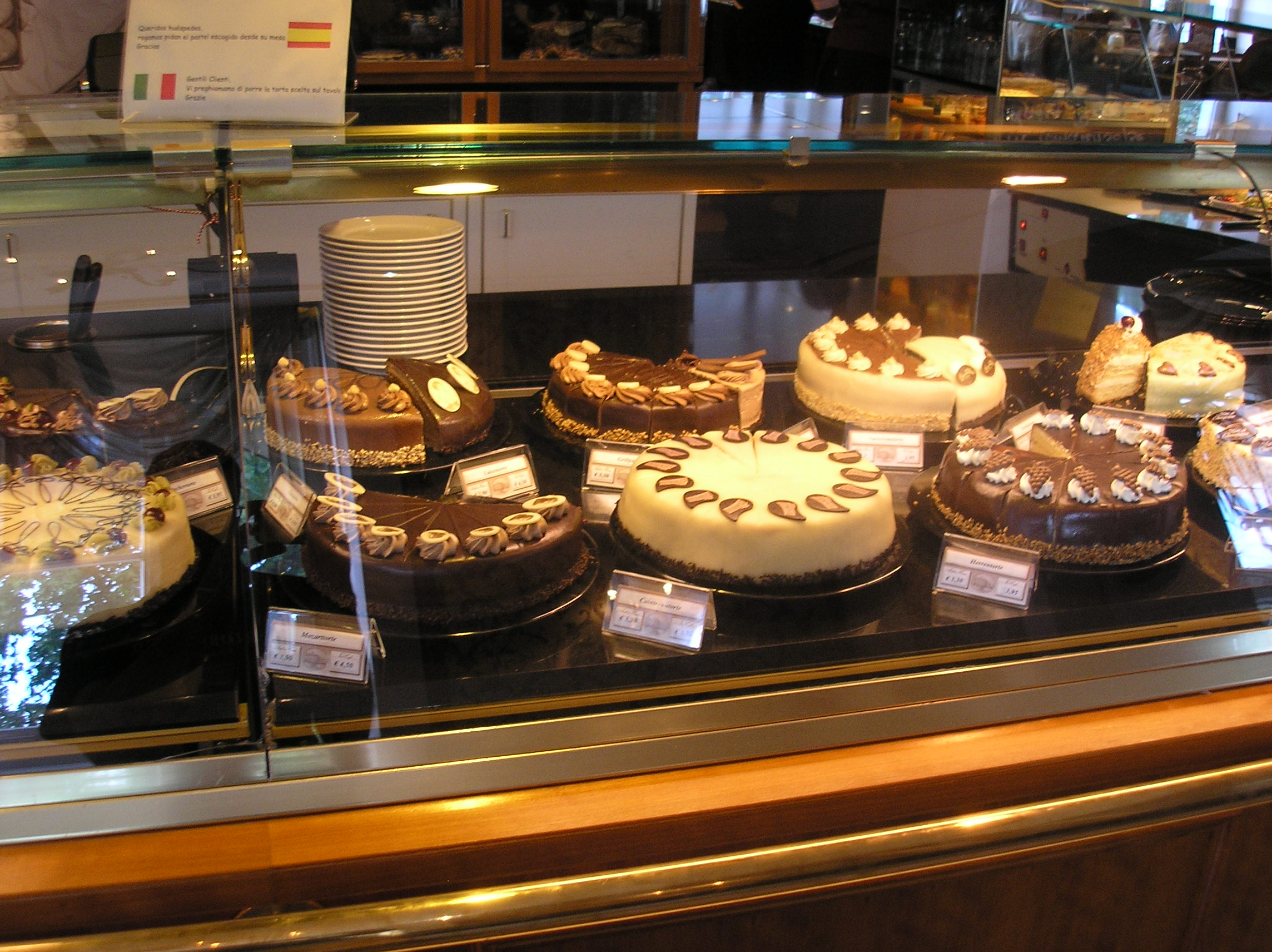
Pâtisseries dans un salon de thé.

Les pâtisseries allemandes sont très variées : génoises fourrées, tartes (Torte), biscuits (Keks), beignets (Krapfen) de toutes sortes, bavarois (Bayerische Creme), Strudel, Kouglof et bien d’autres spécialités. Beaucoup de pâtisseries se composent d'une pâte à tarte ou d’une génoise fourrée d’une riche garniture, souvent composée de crème (fouettée, pâtissière, au beurre), de fruits ou/et de chocolat. Les plus connues sont les Käsekuchen et les Käsetorte (gâteau et tarte au fromage blanc) et le Schwarzwälder Kirschtorte (forêt noire). Les fruits frais ou au sirop sont l’un des ingrédients phares de cette cuisine, la pomme notamment, comme pour l’Apfelstrudel. D’autres préparations sont encore plus spectaculaires comme le Baumkuchen (un monumental « gâteau-arbre » cuit sur une broche). Noël est également une période très importante où le pain d'épice (Lebkuchen), qu’il soit en forme de maison ou accroché au sapin, est dans toutes les maisons. Pour accompagner ce panorama, les Allemands boivent du café, du thé (dans le Nord surtout) ou du chocolat dans les Konditoreien, très abondants en Allemagne.

### Épices et condiments
Condiment roi en Allemagne, le raifort râpé, nature ou mélangé à de la crème fouettée ou de la moutarde est servi avec du poisson et aussi avec les plats de viande ou de saucisses. On trouve également le curry qui sert à parfumer les Currywurst. Les cornichons accompagnent naturellement les plats de charcuterie du matin. La cannelle aromatise certains desserts ainsi que le chocolat chaud. C'est un ingrédient essentiel dans les mélanges d'épices pour les gâteaux de Noël (Lebkuchengewürz). Le carvi (Kümmel, à ne pas confondre avec le cumin, qui se dit Kumin ou Kreuzkümmel) est utilisé pour parfumer pains et fromages.

### Boissons
La bière est la boisson nationale du pays. La consommation annuelle de bière par habitant est d'un peu plus de 110 litres loin devant la consommation de vin.

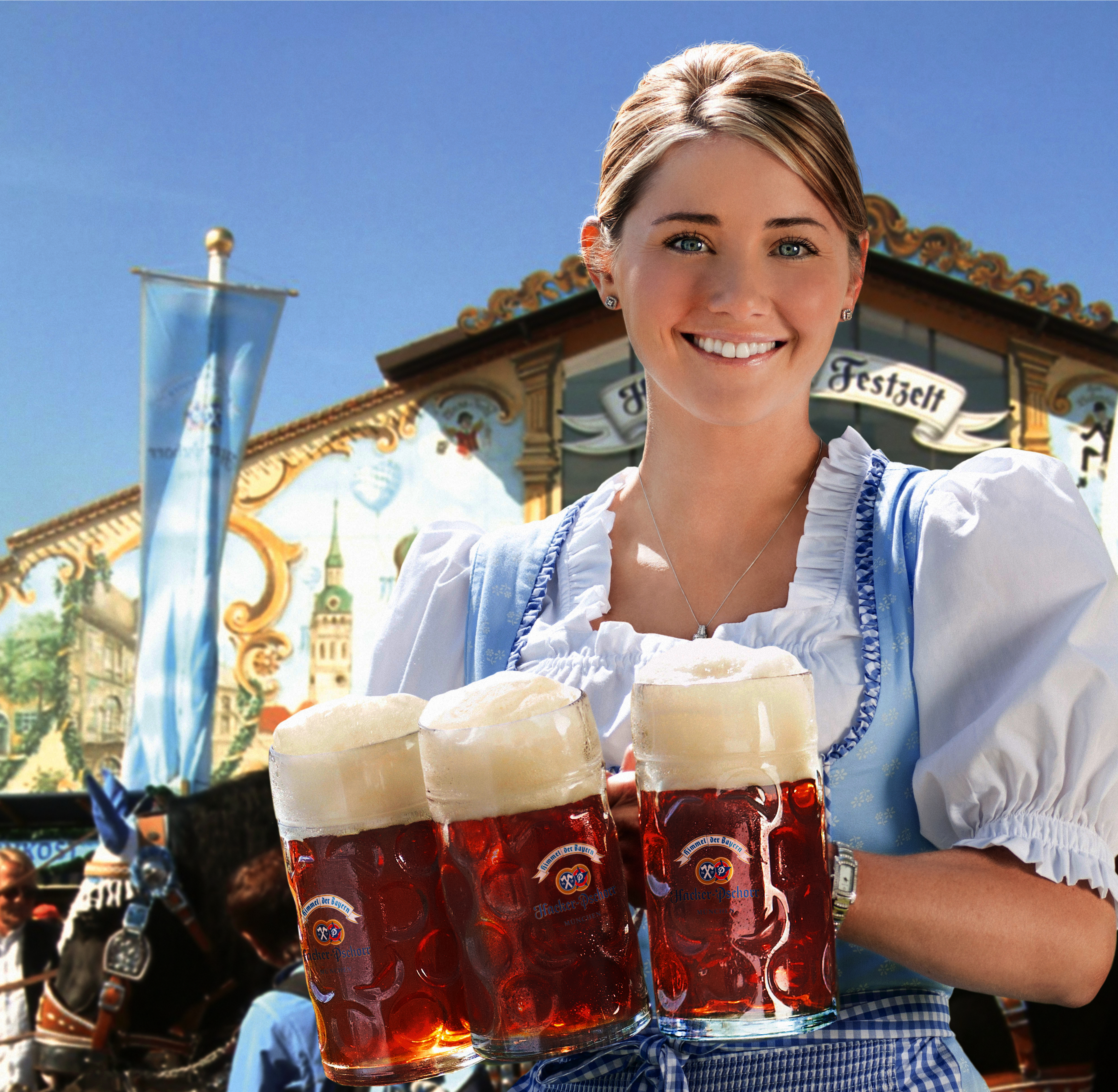
Serveuse à l'Oktoberfest de Munich.

Le Parlement européen a classé la bière allemande « produit traditionnel ». Traditionnellement, le Reinheitsgebot (règle de pureté) limite les ingrédients autorisés dans la fabrication des bières allemandes : le houblon, le malt d'orge, l’eau et la levure. Ces réglementations n'ont cependant pas empêché le développement de nombreux styles de bière, souvent nommés suivant leur localité d'origine. Les consommateurs ont ainsi le choix entre 5 000 marques différentes, produites par 1 270 brasseries. On trouve partout des bières à fermentation basse : la pils surtout mais aussi l'Export ou la Märzen. En outre, différentes spécialités régionales à fermentation haute se sont maintenues comme la Kölsch, bière blonde de Cologne, ou les Altbier, bières brunes ou ambrées de la vallée du Rhin. On trouve aussi des bières traditionnelles noires (Thuringe) et des bières blanches, les Weizenbier, de fermentation haute, composées à partir de malt de froment au lieu de malt d'orge. Les Bierstube sont des bars spécialisés dans les bières, mais les Allemands raffolent des Biergarten, terrasses ou jardins où l'on savoure sa bière dehors. À Munich, il existe un Biergarten près du château de Nymphenburg qui compte 8 000 places à l'extérieur, le Hirschgarten.
Les habitudes allemandes semblent cependant changer et on note une baisse de consommation de la bière (près de 20 % depuis 1974) alors que la consommation d'eau minérale ne cesse d'augmenter.

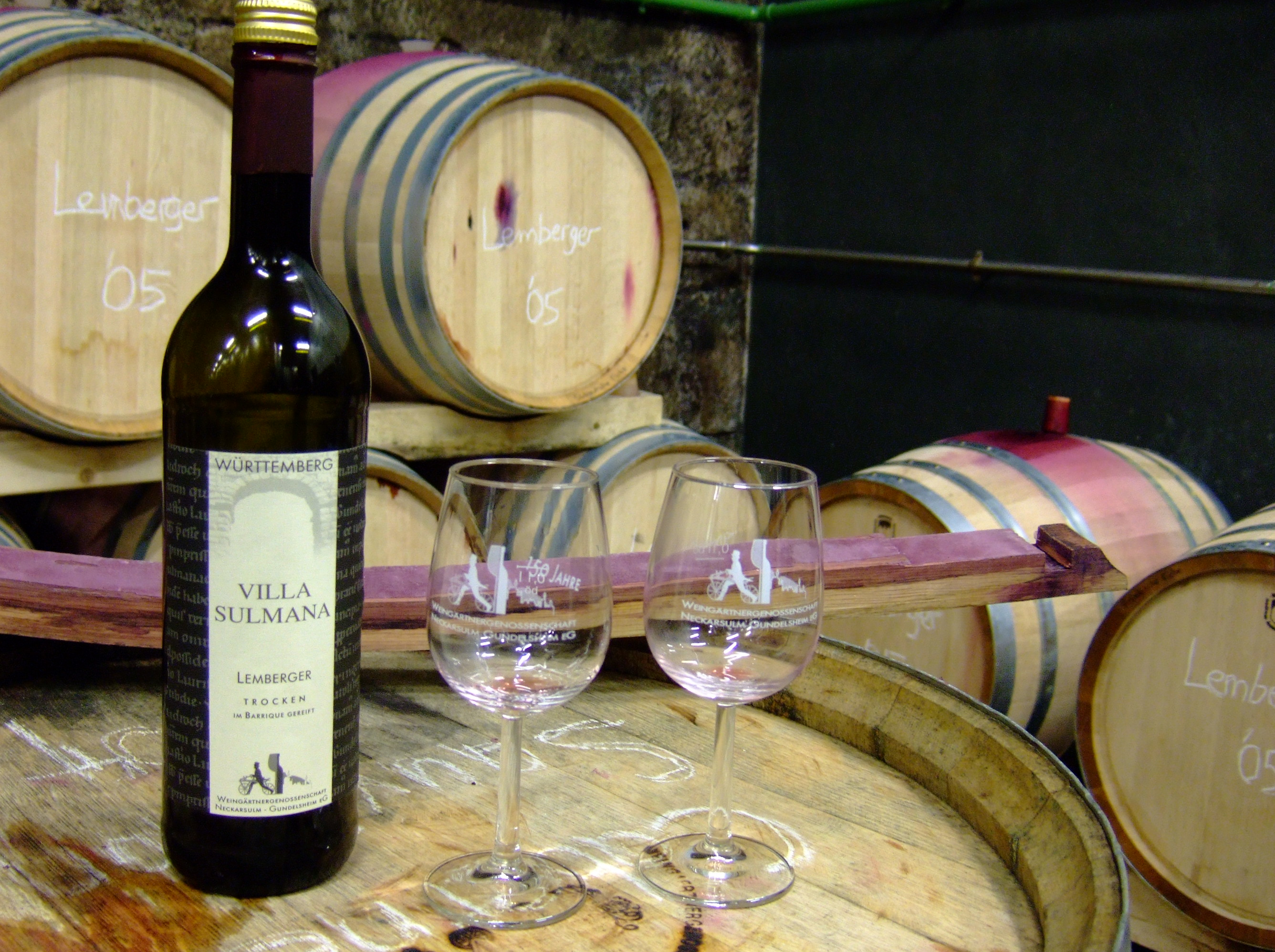
Vin du Wurtemberg.

L'Allemagne est aussi un pays producteur de vin. Avec 100 000 hectares de vignes et plus de cent cépages, l'Allemagne se place au 8e rang mondial de production de vin. Elle produit principalement du vin blanc (2/3 de la production) dont les cépages principaux sont le riesling et le müller-thurgau. Mais, depuis quelques années, les vins rouges, comme le Dornfelder ou le Spätburgunder, ont vu leur production augmenter jusqu'à atteindre le tiers de la production totale. Il existe également une importante production de vin mousseux, principalement par la méthode Charmat. Le raisin est cultivé dans le Sud de l'Allemagne, au bord du Rhin ou au bord de la Moselle mais aussi en Hesse rhénane, en Franconie et dans le pays de Bade et du Wurtemberg. La tradition viticole de l'Allemagne semble dater des Romains qui y auraient apporté des ceps.
Certaines boissons ont récemment fait leur apparition en Allemagne, comme le Club-Mate, boisson à base de caféine qui s'est inspiré d'une plante traditionnelle en Amérique latine, le Maté. D'autres boissons, comme le Fritz-Kola (de) sont aussi très populaires de nos jours.

## Spécialités par région

### Allemagne du Sud-Ouest

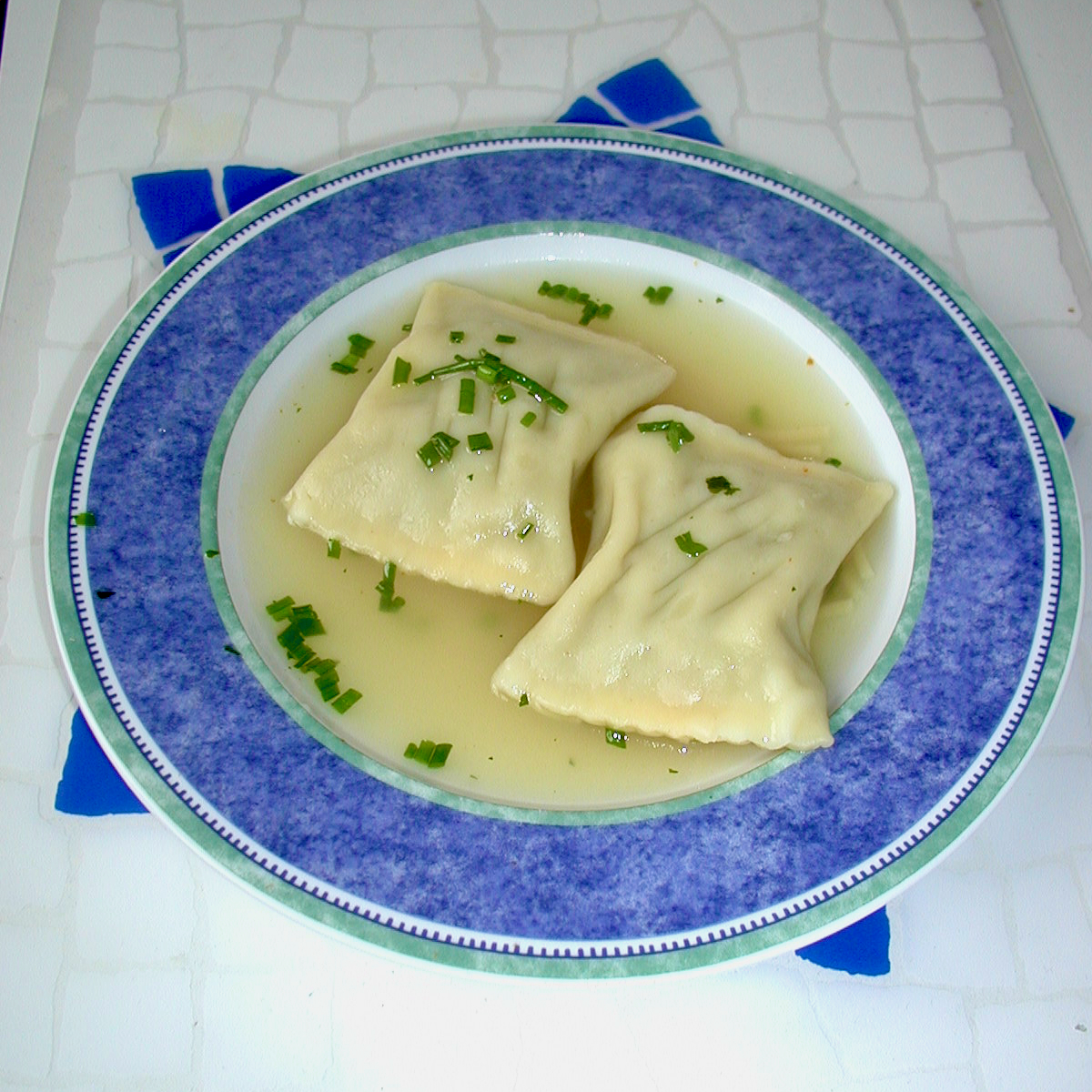
Soupe de ravioles.

Dans le Sud-Ouest de l'Allemagne (Bade, Palatinat, Sarre), la cuisine subit l'influence de son voisin alsacien. La tarte flambée et le riesling sont aussi typiques que le Dibbelabbes de la Sarre, plat de pommes de terre râpées, de lard et de poireaux mijotés à la casserole. Dans cette région, on mange des Schupfnudel, sorte de quenelle à base de purée de pomme de terre. On élabore des cerises au kirsch et on cuisine la choucroute au vin blanc. C'est aussi le pays du Pfälzer Saumagen, panse de porc farcie d'un mélange de viande de porc, de chair à saucisse et de pommes de terre, passés au hache-viande, plat cher au palais du chancelier Helmut Kohl. Les escargots sont considérés comme une spécialité régionale que l'on consomme en soupe : badische Schneckensuppe. On peut y savourer la forêt noire, gâteau au chocolat, cerise et chantilly.
La cuisine souabe est un savant mélange de l'influence française, bavaroise et autrichienne. Les Spätzle (nouilles aux œufs)  accompagnent de nombreux plats comme le Zwiebelrostbraten (entrecôte aux oignons) quand il n'en est pas l'ingrédient principal comme dans les nouilles au fromage (Kässpätzle) ou les nouilles aux lentilles. Sont aussi originaires de Souabe, les ravioles (Maultaschen) et le Gaisburger Marsch (ragoût de bœuf), la salade de saucisse, les ravioles de bœuf accompagnées de pommes de terre sautées. On consomme aussi, mais moins fréquemment que dans le passé, des abats comme le foie, les reins et les tripes. Sur les rives du lac de Constance sont appréciés les poissons d'eau douce comme la perche ou le corégone blanc.

### Bavière
La cuisine bavaroise est très proche de celle de Bohême ou d'Autriche. On peut y déguster une vaste gamme de pâtisseries et une grande variété de quenelles (quenelles farcies à la confiture – Germknödel, ou aux prunes – Zwetschgenknödel, boulettes au foie – Leberknödel), les Dampfnudeln (petits pains cuits à la vapeur) et les Semmelknödel (boulettes de pain) sont également appréciées. Parmi les plats traditionnels on peut aussi citer le rôti de porc bavarois, servi avec des quenelles de pomme de terre et de la salade de chou, le bœuf à la mode et le Schlachtschüssel, plat constitué de poitrine de porc cuite, de saucisson de foie et de boudin frais servis avec de la choucroute et des quenelles de pomme de terre. Une variante de la boulette de pain est la boulette avec des cubes de bacon (boulettes de bacon) et la boulette avec du fromage (boulettes de fromage).
Caractéristique des habitudes culinaires de Bavière, le second petit déjeuner se compose de Weißwürste (saucisse bavaroise à base de veau), de Leberkäse (sorte de pain de viande) et de Kronfleisch (hampe de veau). Les saucisses et le pain de viande sont accompagnés de moutarde douce et de bretzels. La viande est assaisonnée de raifort et accompagnée de pain au seigle. On boit à cette occasion volontiers une bière blonde. Les nouilles vapeur sont une pâtisserie traditionnelle de la cuisine. Il s'agit d'une variante de préparation de boulettes de levure, dans laquelle la pâte de levure est simultanément frite et cuite à la vapeur dans un pot avec un couvercle, de sorte qu'une base croustillante et une surface douce sont créées. Il existe des nouilles à la vapeur avec et sans garniture, la variante Palatinat est essentiellement non farcie. Les pâtes vapeur sont préparées avec de la choucroute ou de la vanille.
La région de Wurtzbourg, en Bavière présente un type de bar à vin historique, le Bäck (au pluriel Bäcks ou Bäcken) dans lequel était vendus des boissons et notamment du vin de Franconie. Initialement, les Bäcks ne proposaient pas de nourritures, on y apportait donc sa collation. 

### Franconie
La cuisine franconienne est connue avant tout pour ses saucisses et son pain d'épice de Nuremberg. Les saucisses sont en général accompagnées d'une copieuse salade de pommes de terre. Les Franconiens apprécient aussi la saucisse grillée et le blaue Zipfel (saucisses blanches cuites au bouillon), la salade de saucisse de Nuremberg (Nürnberger Gwerch), les carpes au bleu ou cuite au four, l'épaule de porc accompagnée de quenelles de pomme de terre et d'une sauce aux oignons (Bamberger Zwiebeln). Le Frankische Sauerbraten est une spécialité de Haute-Franconie à base de viande de boeuf marinée dans une préparation au vinaigre et aux épices.
Au moment du café, on déguste des beignets (Knieküchle ou Krapfen farcis de confiture d'églantine).

### Hesse

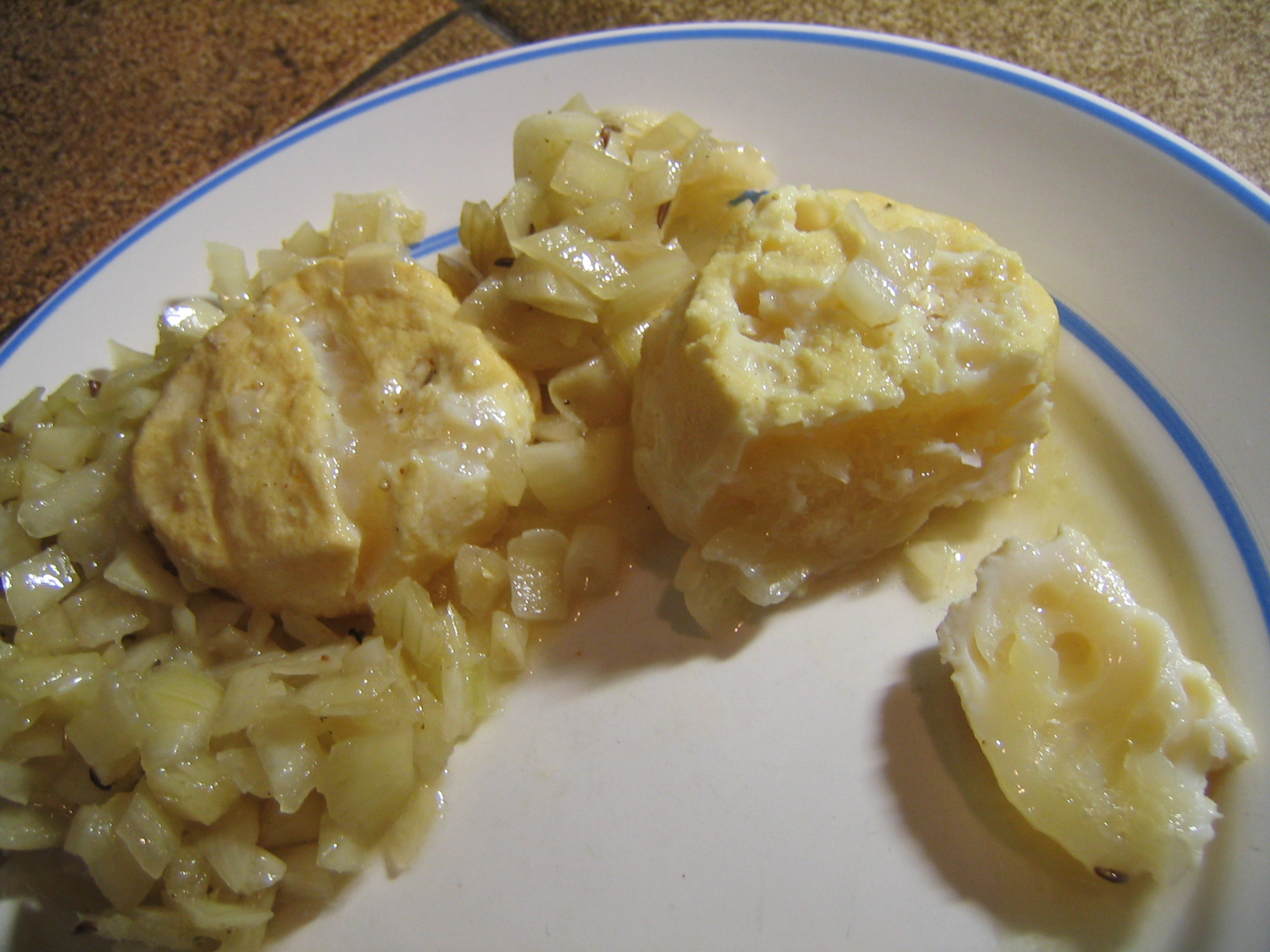
Handkäse mit Musik

La cuisine de la Hesse du Sud est proposée dans les traditionnels pubs ou bars à cidre. Le client peut y choisir entre du Handkäse mit Musik, fromage de lait caillé servi dans une sauce au vinaigre et aux oignons ( la musique dont on parle dans cette préparation résulte des bruits produit lors de la digestion), des pommes de terre à la sauce verte, du porc salé (Frankfurter Rippchen ou Mainzer Rippchen) avec de la choucroute et de la purée de pomme de terre, ou des saucisses de bœuf que l'on déguste avec du pain de seigle et du raifort. Le Bethmännchen est un petit gâteau aux amandes de Hesse du Sud traditionnel durant la période de l'Avent.
La Hesse du Nord possède une cuisine spécifique qui n'est pas mangée dans le Sud. La Ahle Wurst est une spécialité de saucisse fumée séchée et le Weckewerk est un plat à base de viande hachée, de bouillon et de pain. On mange aussi de la quiche à la farine de seigle, et de la Duckefette, sorte de sauce à l'oignon. La sauce verte est aussi populaire dans cette région mais elle est composée d'un autre mélange d'herbes.

### Rhénanie

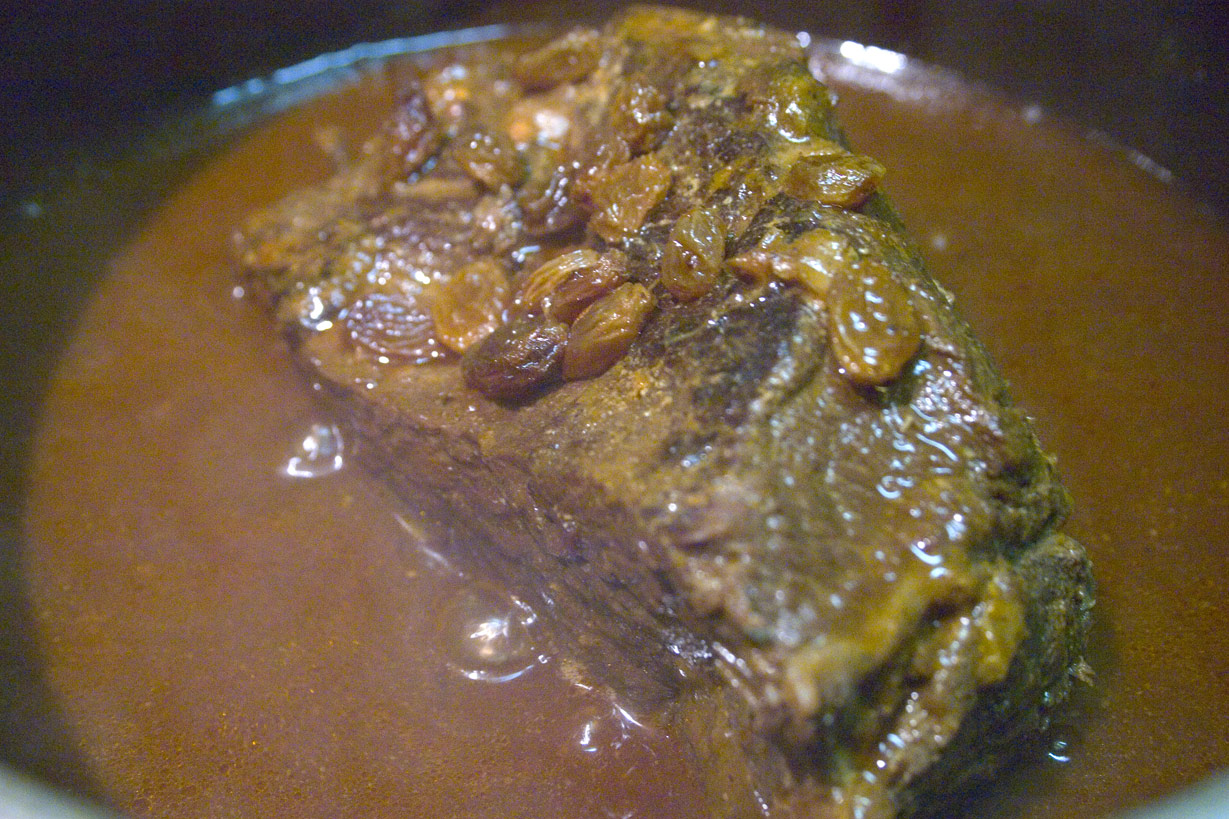
Sauerbraten

La cuisine rhénane est marquée par sa proximité de la Belgique, des Pays-Bas et de la côte. Les habitants de Cologne sont friands de viande de cheval dans leur version locale de la Sauerbraten (viande marinée servie avec un accompagnement sucré-salé) mais sont aussi amateurs de leur bière blonde locale, la Kölsch, qu'ils accompagnent de petits pains au gouda (Halve Hahn) et de boudin aux oignons (Kölsche Kaviar). On y déguste toute une variété de mets à base de moules. Célèbre aussi est le buffet de la Bergische Kaffeetafel présenté dans le pays de Berg autour d'un café. La Schnippelbohnensuppe est une soupe aux haricots verts en macédoine parfumée à la sarriette. On y apprécie aussi toute une variété de crêpes et de galettes de pomme de terre.

### Allemagne du Nord-Ouest

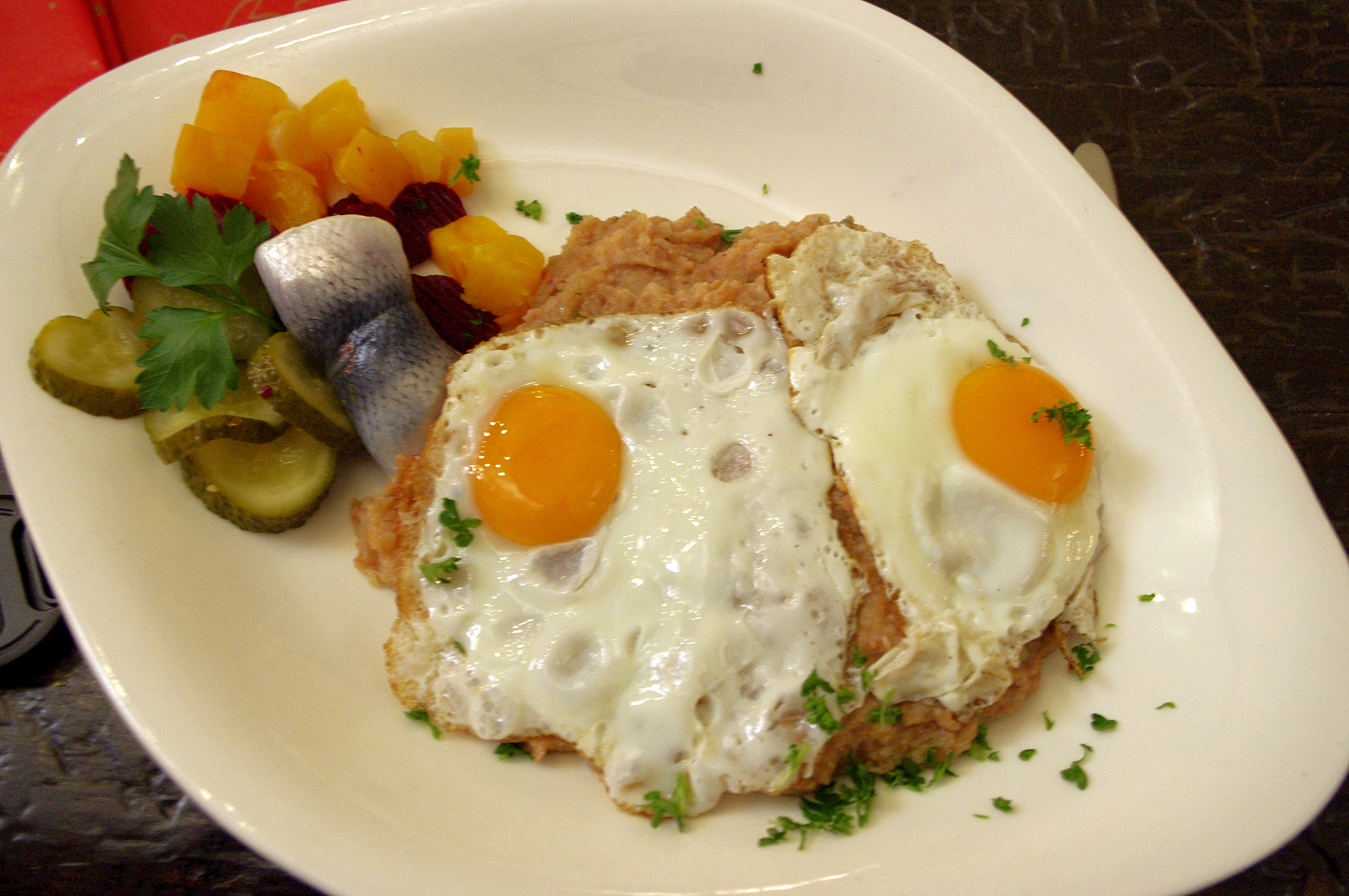
Labskaus avec œufs, rollmops, cornichons et potirons aigre-doux.

La cuisine du Nord-Ouest de l'Allemagne (Basse-Saxe, Brême, Hambourg, Schleswig-Holstein, Westphalie) est marquée par sa proximité de la mer, des marais du Marsch et du Geest (étendue de terre légèrement plus élevée que le reste des Pays-Bas). Les habitants des villes proches du littoral consomment traditionnellement une grande variété de poissons (plie, hareng, cabillaud) et de fruits de mer, comme les crabes. Bien qu'il ne contienne aucun poisson, le Labskaus (plat à base de viande en conserve, de pommes de terre en purée et d'oignons, accompagné parfois de hareng et de betterave rouge) doit être considéré comme un plat typique des gens de mer et des pêcheurs du Nord. Un peu plus à l'intérieur des terres, la cuisine se centre sur les productions locales. On y consomme de temps en temps des poissons d'eau douce comme le brochet et l'anguille.
Les ingrédients fondamentaux de cette cuisine sont les pommes de terre, le chou et les navets. Le pain de seigle est caractéristique mais on trouve aussi toute une variété de pains au sarrasin.
La viande de bœuf ou de porc ainsi que les poissons sont souvent conservés fumés. Des saucisses comme la Breggenwurst et la Kollwurst sont des plats typiques. Le lard parfume la cuisson des poissons et du chou vert qui est un accompagnement traditionnel de nombreux plats.

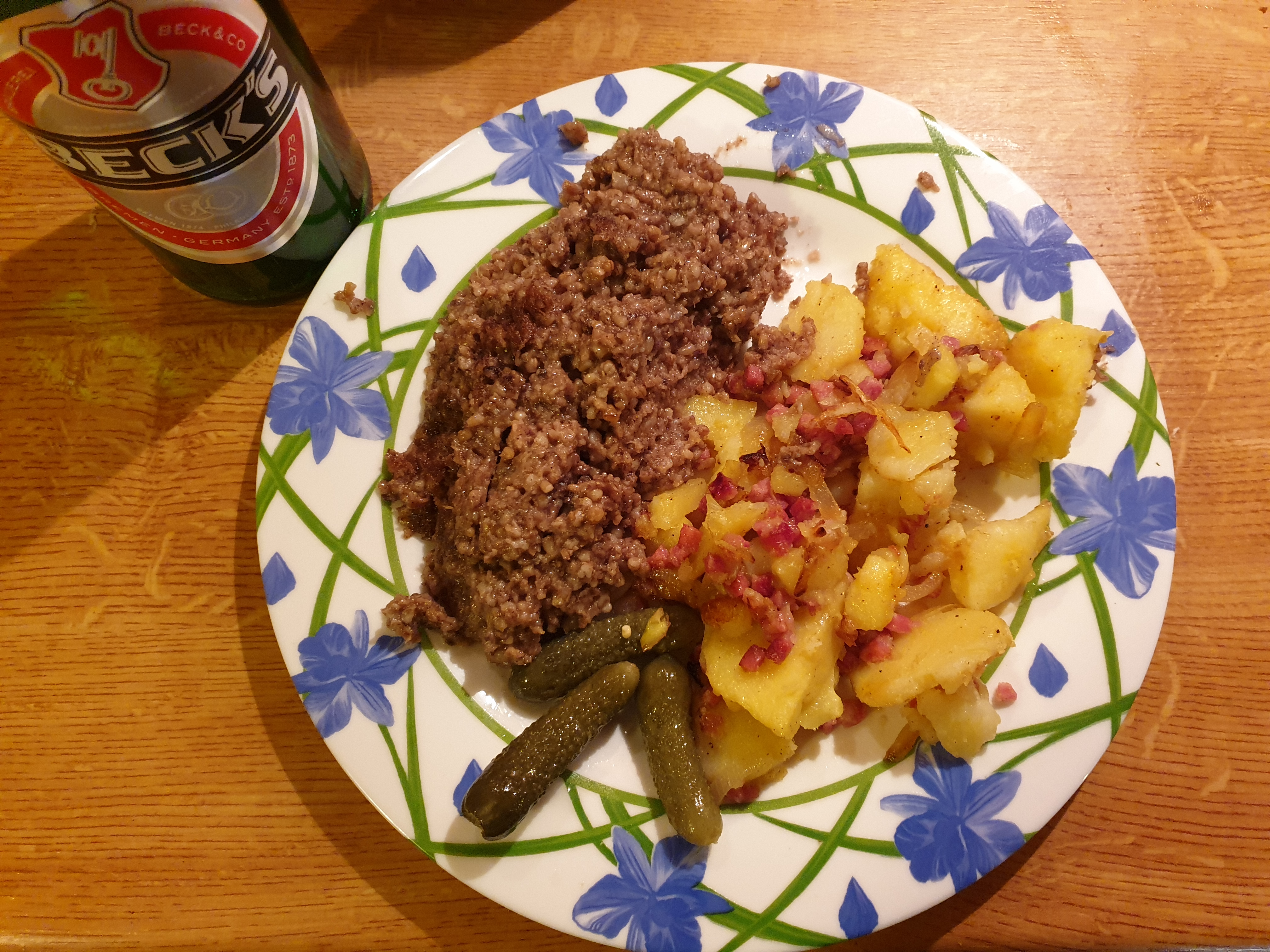
Knipp, plat régional de la région de Hanovre

du côté de Hanovre en Basse-Saxe, on trouve un plat très emblématique. Le knipp, une recette ancestrale, très proche du Haggis écossais, À base de bas morceaux de porcs et de gruau d'avoine, servi avec des pommes vapeurs ou sautées et des cornichons aigres

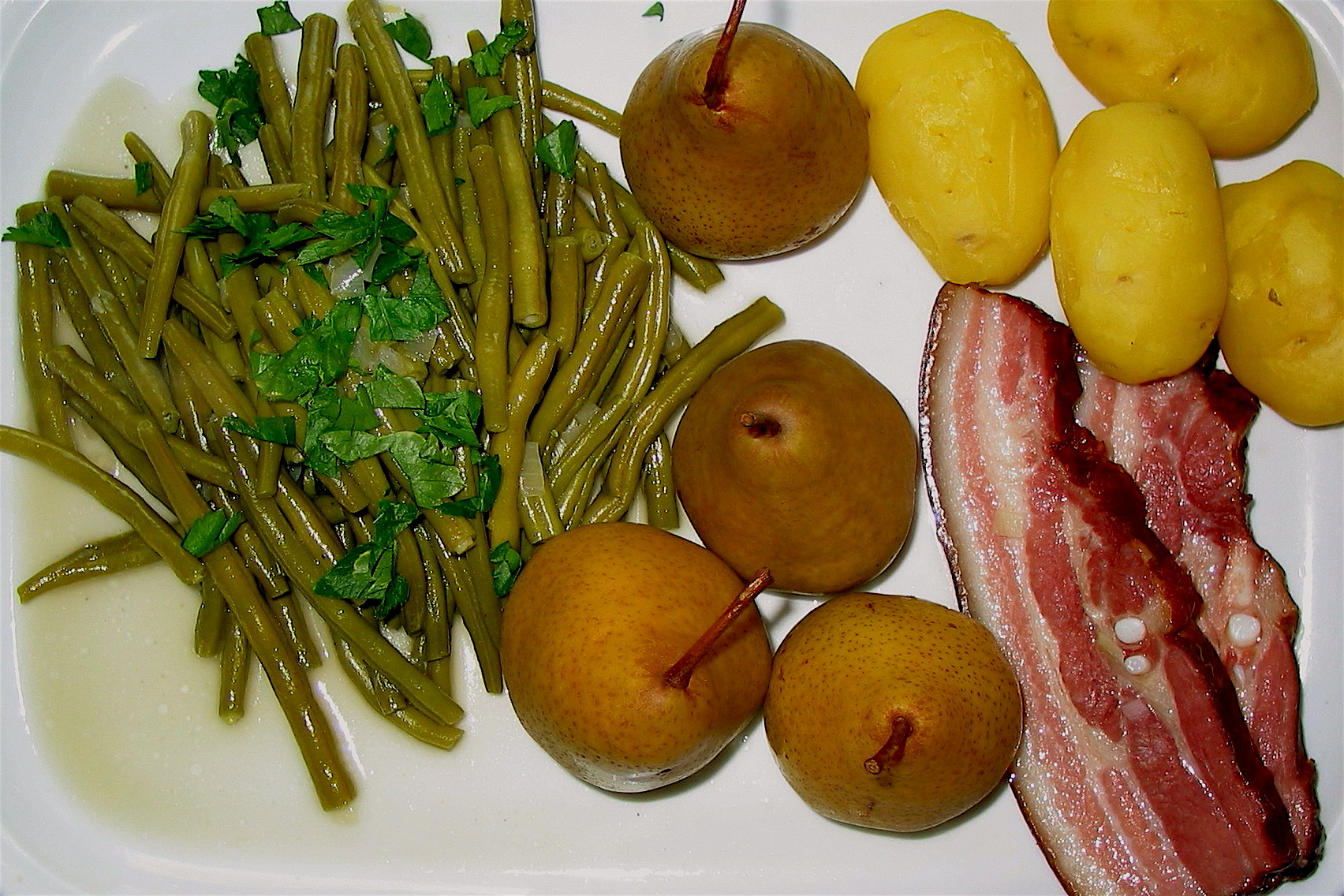
Birnen, Bohnen und Speck (poires, haricots et lard).

Les ragoûts sont des plats copieux typiques de la région, cuisinés suivant la mode du sucré-salé, avec des fruits cuits ou confits. C'est le cas du plat sucré-salé dénommé Birnen, Bohnen und Speck (poires, haricots verts et lard) et de la soupe à l'anguille de Hambourg. On trouve de plus une variété de ragoûts de navets et de carottes comme le Lübecker National et le Snuten un Poten (variante contenant des saucisses au lieu de lard fumé). En été, on peut déguster des soupes légères de légumes ou de fruits, des soupes au lait et des crêpes aux fruits.
Le dessert traditionnel est le Rote Grütze, sorte de gruau de fruits rouges servi avec du lait ou de la crème. On sert aussi des petits biscuits parfumés à la cannelle, aux clous de girofle et au miel (les Braune Kuchen), des gâteaux au beurre et à la cannelle (Butterkuchen) ainsi que des petits pains doux au beurre et à la cannelle (Franzbrötchen). De cette région est originaire le Pharisäer, une boisson à base de café et de rhum.
Sans connexion avec la mer, la région de Westphalie-Lippe possède une cuisine sans poisson. Son jambon est une spécialité régionale. On y mange aussi des Pickert, sortes de galettes de pomme de terre, un ragoût de viande très épicé (le Pfefferpotthast), du lapin au poivre (Hasenpfeffer), des Panhas (spécialité de saucisse à base de charcuterie et de sang de porc) et du pain de seigle (Pumpernickel).
Le Grünkohl mit Pinkel, plat constitué de chou frisé avec de la saucisse fumée de gruau (Pinkelwurst) est une spécialité du Nord de l'Allemagne.

### Allemagne du Nord-Est

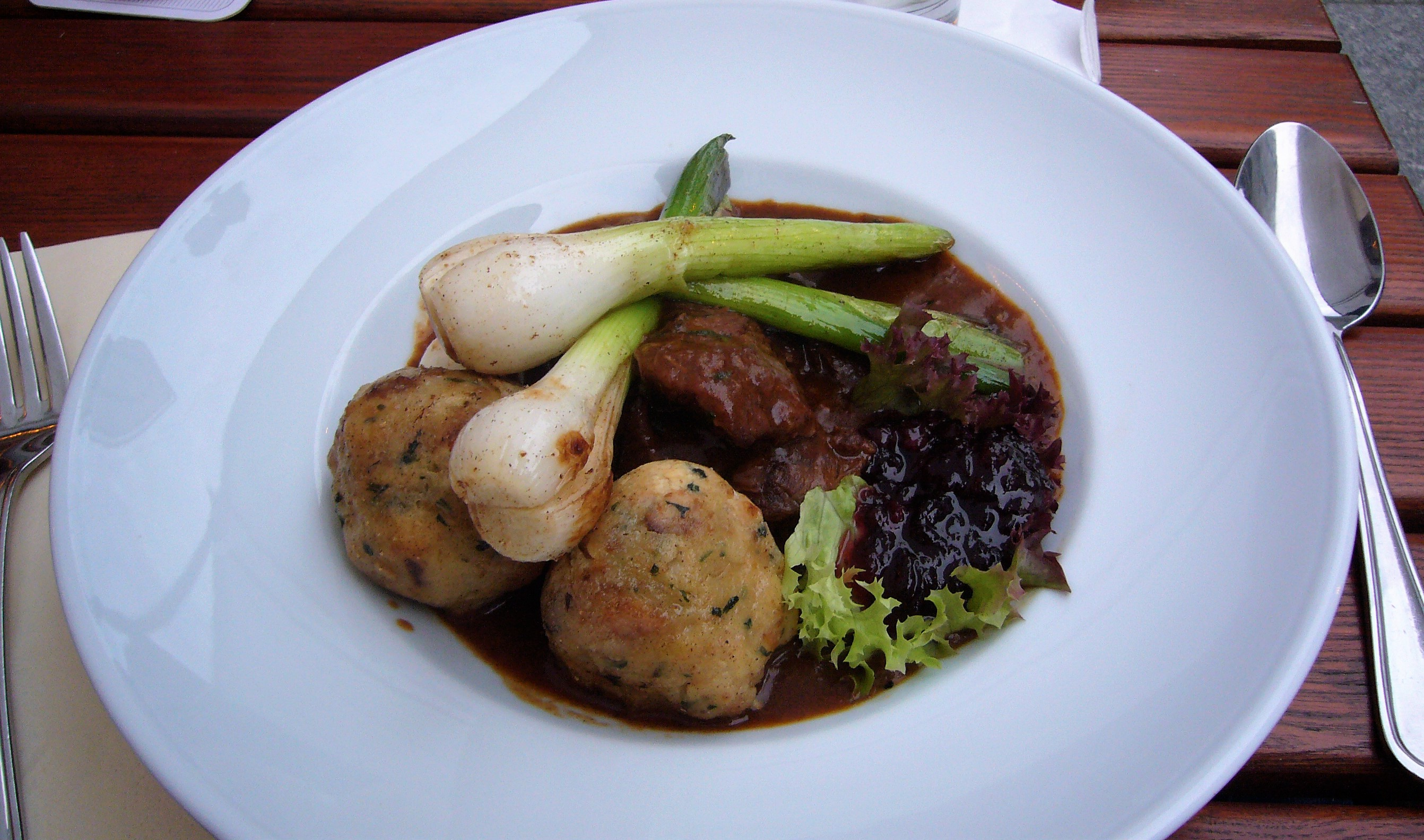
Hirschgulasch mit Semmelknödel, Frühlingslauch und Preiselbeeren (goulache de chevreuil avec boulettes à la mie de pain, poireaux de printemps et airelles (restaurant Strichmann - Berlin).

La cuisine du Nord de l'Allemagne (Mecklembourg-Poméranie, Brandebourg et Berlin) est copieuse et influencée par les pays voisins (Silésie, Prusse-Orientale).
Les mets typiques de la cuisine berlinoise sont le jambonneau (Eisbein), les saucisses sauce curry (Currywurst), le jambon cuit, la Bockwurst (saucisse servie avec du pain et de la moutarde) et les boulettes de viande. On trouve aussi des plats originaires d'Europe de l'Est comme la Solyanka, soupe épicée et aigre d'origine ukrainienne, et le Lecsó, sorte de ratatouille d'origine hongroise. À cela s'ajoutent aussi les traditionnels plats de poisson, en particulier les poissons de la mer Baltique (cabillauds), des lacs (brochets, sandres et truites). Les pommes de terre, betteraves, concombres ainsi que les plats de gibier jouent aussi un grand rôle. Au temps du carnaval, on peut y déguster les Berliner Pfannkuchen (beignets de carnaval). Le Brandebourg est célèbre pour ses tartes, ses gâteaux, ses crêpes, galettes ou choux et son Beetenbartsch (bortsch à la betterave rouge).

### Allemagne du Centre
La cuisine de Saxe, Thuringe, Saxe-Anhalt est connue par sa nourriture énergétique et sa bière. Dans cette région aussi, les plats étrangers comme le Solyanka et le Lecsó sont très appréciés. La richesse des sols de la région permet des cultures variées, c'est ainsi que l'on trouve dans la cuisine locale une grande gamme de fruits et de légumes.

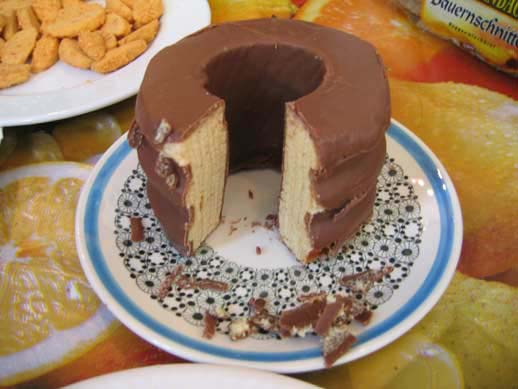
Baumkuchen

La Saxe-Anhalt est le berceau des saucisses de Halberstadt et de diverses pâtisseries comme le célèbre Baumkuchen (gâteau en forme de sapin cuit à la broche) de Salzwedel. Le Nord du pays possède une cuisine régionale à base de choux et d'asperges. Le Harz est bien connu pour la richesse de sa faune et son fromage. Le Sud est consacré à la viticulture. À Freyburg se trouve le plus gros producteur allemand de vin mousseux.
À Thuringe, on trouve une nourriture voisine de celles de la Hesse et de la Franconie. On peut y apprécier des spécialités locales comme des boulettes, des saucisses grillées, le Mutzbraten (épaule de porc marinée et grillée) servi fréquemment avec de la choucroute. Les nouilles et les boulettes sont appréciées tout autant que les pommes de terre. Dans la vallée de la Saale et de l'Ilm se pratique la viticulture dont le centre est Bad Sulza.
En Saxe, la cuisine est influencée par celle de l'Autriche, la Tchéquie, et la Silésie ; on y trouve le Allerlei de Leipzig (un plat de légumes constitué de carottes, petits pois, asperges, haricots verts et chou) et le Christstollen une pâtisserie de Noël de Dresde. La proximité culturelle avec l'Autriche se retrouve dans le goût partagé des habitants pour les cafés et les viennoiseries. La Saxe est aussi bien connue pour ses Quarkkäulchen (galettes sucrées aux pommes de terre et au fromage), ses Eierschecken (gâteaux aux œufs et au fromage), ses Lerchen (tartelettes à la pâte d'amande) de Leipzig, son jambonneau cuit, sa soupe de pomme de terre et son Sauerbraten. Sous l'influence de sa population souabe, le Quark (sorte de fromage) à l'huile de lin est très populaire et est considéré comme une spécialité locale. Les vins Elbwein de Saxe sont aussi très réputés.